# Lista de prêmios e indicações recebidos por Jennifer Lawrence
Esta é uma lista incompleta das nomeações e prêmios recebidos pela atriz Jennifer Lawrence. Aos 29 anos Lawrence já é detentora de quatro indicações ao Óscar, quatro indicações ao Globo de Ouro, duas ao prêmio BAFTA, cinco ao Screen Actors Guild e duas ao prêmio Satellite Awards, vinte ao MTV Movie Awards, treze ao Critics' Choice Movie Awards. É vencedora de diversos prêmios importantes da indústria cinematográfica, o maior deles foi Óscar de Melhor Atriz recebido em 2013 pelo seu desempenho em Silver Linings Play book.

## Premiações

#### Óscar
| Ano  | Categoria                | Filme                   | Resultado |
| ---- | ------------------------ | ----------------------- | --------- |
| 2011 | Melhor Atriz             | Winter's Bone           | Indicado  |
| 2013 | Melhor Atriz             | Silver Linings Playbook | Venceu    |
| 2014 | Melhor Atriz Coadjuvante | American Hustle         | Indicado  |
| 2016 | Melhor Atriz             | Joy                     | Indicado  |

#### Globo de Ouro
| Ano  | Categoria                                   | Filme                   | Resultado |
| ---- | ------------------------------------------- | ----------------------- | --------- |
| 2011 | Melhor Atriz em Filme Dramático             | Winter's Bone           | Indicado  |
| 2013 | Melhor Atriz em Filme de Comédia ou Musical | Silver Linings Playbook | Venceu    |
| 2014 | Melhor Atriz Coadjuvante em Cinema          | American Hustle         | Venceu    |
| 2016 | Melhor Atriz em Filme de Comédia ou Musical | Joy                     | Venceu    |
| 2022 | Melhor Atriz em Filme de Comédia ou Musical | Don't Look Up           | Indicado  |
| 2024 | Melhor Atriz em Filme de Comédia ou Musical | No Hard Feelings        | Indicado  |

#### BAFTA
| Ano  | Categoria                | Filme                   | Resultado |
| ---- | ------------------------ | ----------------------- | --------- |
| 2013 | Melhor Atriz             | Silver Linings Playbook | Indicado  |
| 2014 | Melhor Atriz Coadjuvante | American Hustle         | Venceu    |

#### SAG Awards
| Ano  | Categoria                | Filme                   | Resultado |
| ---- | ------------------------ | ----------------------- | --------- |
| 2011 | Melhor Atriz Principal   | Winter's Bone           | Indicado  |
| 2013 | Melhor Atriz Principal   | Silver Linings Playbook | Venceu    |
| 2013 | Melhor Elenco em Cinema  | Silver Linings Playbook | Indicado  |
| 2014 | Melhor Atriz Coadjuvante | American Hustle         | Indicado  |
| 2014 | Melhor Elenco em Cinema  | American Hustle         | Venceu    |
| 2022 | Melhor Elenco em Cinema  | Don't Look Up           | Indicado  |

#### Saturn Awards
| Ano  | Categoria    | Filme                                 | Resultado |
| ---- | ------------ | ------------------------------------- | --------- |
| 2013 | Melhor Atriz | The Hunger Games                      | Venceu    |
| 2014 | Melhor Atriz | The Hunger Games: Catching Fire       | Indicado  |
| 2015 | Melhor Atriz | The Hunger Games: Mockingjay – Part 1 | Indicado  |
| 2017 | Melhor Atriz | Passengers                            | Indicado  |

#### Satellite Awards
| Ano  | Categoria              | Filme                   | Resultado |
| ---- | ---------------------- | ----------------------- | --------- |
| 2011 | Melhor Atriz Principal | Winter's Bone           | Indicado  |
| 2013 | Melhor Atriz Principal | Silver Linings Playbook | Venceu    |

### Kid's Choice Awards
| Ano  | Categoria                    | Filme                                 | Resultado |
| ---- | ---------------------------- | ------------------------------------- | --------- |
| 2013 | Atriz de Cinema Favorita     | The Hunger Games                      | Indicado  |
| 2013 | Buttkicker Feminina Favorita | The Hunger Games                      | Indicado  |
| 2014 | Atriz de Cinema Favorita     | The Hunger Games: Catching Fire       | Venceu    |
| 2014 | Buttkicker Feminina Favorita | The Hunger Games: Catching Fire       | Venceu    |
| 2015 | Melhor Atriz de Ação         | The Hunger Games: Mockingjay - Part 1 | Venceu    |
| 2016 | Atriz de Cinema Favorita     | The Hunger Games: Mockingjay – Part 2 | Venceu    |
| 2017 | Buttkicker Feminina Favorita | X-Men: Apocalypse                     | Indicado  |
| 2017 | #Squad*                      | X-Men: Apocalypse                     | Indicado  |

### Empire Awards
| Ano  | Categoria                | Filme                                 | Resultado |
| ---- | ------------------------ | ------------------------------------- | --------- |
| 2012 | Melhor Atriz             | The Hunger Games                      | Venceu    |
| 2013 | Melhor Atriz             | The Hunger Games: Catching Fire       | Indicado  |
| 2013 | Melhor Atriz Coadjuvante | American Hustle                       | Indicado  |
| 2016 | Melhor Atriz             | The Hunger Games: Mockingjay – Part 2 | Indicado  |

### MTV Movie Awards
| Ano  | Categoria                         | Filme                                 | Resultado |
| ---- | --------------------------------- | ------------------------------------- | --------- |
| 2012 | Melhor Performance Feminina       | The Hunger Games                      | Venceu    |
| 2012 | Melhor Luta                       | The Hunger Games                      | Venceu    |
| 2012 | Melhor Herói                      | The Hunger Games                      | Indicado  |
| 2012 | Melhor Beijo                      | The Hunger Games                      | Indicado  |
| 2012 | Melhor Elenco                     | The Hunger Games                      | Indicado  |
| 2013 | Melhor Performance SCARED-AS-S**T | House at the End of the Street        | Indicado  |
| 2013 | Melhor Performance Feminina       | Silver Linings Playbook               | Venceu    |
| 2013 | Melhor Beijo                      | Silver Linings Playbook               | Venceu    |
| 2013 | Melhor Momento Musical            | Silver Linings Playbook               | Indicado  |
| 2013 | Melhor Dupla na Tela              | Silver Linings Playbook               | Indicado  |
| 2014 | Melhor Beijo                      | American Hustle                       | Indicado  |
| 2014 | Melhor Momento Musical            | American Hustle                       | Indicado  |
| 2014 | Melhor Performance Feminina       | The Hunger Games: Catching Fire       | Venceu    |
| 2014 | Melhor Beijo                      | The Hunger Games: Catching Fire       | Indicado  |
| 2015 | Melhor Performance Feminina       | The Hunger Games: Mockingjay – Part 1 | Indicado  |
| 2015 | Melhor Momento Musical            | The Hunger Games: Mockingjay – Part 1 | Venceu    |
| 2016 | Melhor Performance Feminina       | Joy                                   | Indicado  |
| 2016 | Melhor Performance de Ação        | The Hunger Games: Mockingjay – Part 2 | Indicado  |
| 2016 | Melhor Herói                      | The Hunger Games: Mockingjay – Part 2 | Venceu    |
| 2016 | Melhor Elenco                     | The Hunger Games: Mockingjay – Part 2 | Indicado  |

### Teen Choice Awards
| Ano  | Categoria                           | Filme                                                          | Resultado |
| ---- | ----------------------------------- | -------------------------------------------------------------- | --------- |
| 2011 | Revelação de Filme: Mulheres        | X-Men: First Class                                             | Indicado  |
| 2011 | Química de Filme                    | X-Men: First Class                                             | Indicado  |
| 2012 | Atriz de Ficção Científica/Fantasia | The Hunger Games                                               | Venceu    |
| 2012 | Melhor Beijo                        | The Hunger Games                                               | Venceu    |
| 2012 | Química de Filme                    | The Hunger Games                                               | Venceu    |
| 2014 | Melhor Drama                        | American Hustle                                                | Indicado  |
| 2014 | Melhor Beijo                        | The Hunger Games: Catching Fire                                | Indicado  |
| 2014 | Atriz de Ficção Científica/Fantasia | The Hunger Games: Catching Fire and X-Men: Days of Future Past | Venceu    |
| 2015 | Atriz de Ficção Científica/Fantasia | The Hunger Games: Mockingjay Part 1                            | Venceu    |
| 2016 | Atriz de Drama                      | Joy                                                            | Venceu    |
| 2016 | Atriz de Ficção Científica/Fantasia | The Hunger Games: Mockingjay Part 2                            | Venceu    |
| 2016 | Química de Filme                    | The Hunger Games: Mockingjay Part 2                            | Indicado  |
| 2016 | Melhor Beijo                        | The Hunger Games: Mockingjay Part 2                            | Venceu    |

### People's Choice Awards
| Ano  | Categoria                       | Filme                      | Resultado |
| ---- | ------------------------------- | -------------------------- | --------- |
| 2013 | Atriz de Cinema Favorita        | The Hunger Games           | Venceu    |
| 2013 | Melhor Química na Tela          | The Hunger Games           | Venceu    |
| 2013 | Heroína Favorita                | The Hunger Games           | Venceu    |
| 2015 | Atriz de Cinema Favorita        | X-Men: Days of Future Past | Venceu    |
| 2015 | Atriz de Ação Favorita          | X-Men: Days of Future Past | Venceu    |
| 2017 | Atriz de Ação Favorita          | X-Men: Apocalypse          | Venceu    |
| 2017 | Atriz Favorita em Filme de Ação | X-Men: Apocalypse          | Indicado  |
| 2018 | Estrela de Cinema em Drama      | Red Sparrow                | Indicado  |

### Critics' Choice Movie Awards
| Ano  | Categoria                     | Filme                                 | Resultado |
| ---- | ----------------------------- | ------------------------------------- | --------- |
| 2010 | Melhor Atriz                  | Winter's Bone                         | Indicado  |
| 2010 | Melhor Performer Jovem        | Winter's Bone                         | Indicado  |
| 2012 | Melhor Atriz                  | Winter's Bone                         |           |
| 2012 | Melhor Atriz                  | Silver Linings Playbook               | Indicado  |
| 2012 | Melhor Atriz em Comédia       | Silver Linings Playbook               | Venceu    |
| 2012 | Melhor Elenco                 | Silver Linings Playbook               | Venceu    |
| 2012 | Melhor Atriz em Filme de Ação | The Hunger Games                      | Venceu    |
| 2013 | Melhor Atriz em Filme de Ação | The Hunger Games: Catching Fire       | Indicado  |
| 2013 | Melhor Elenco                 | American Hustle                       | Venceu    |
| 2013 | Melhor Atriz Coadjuvante      | American Hustle                       | Indicado  |
| 2014 | Melhor Atriz em Filme de Ação | The Hunger Games: Mockingjay – Part 1 | Indicado  |
| 2016 | Melhor Atriz                  | Joy                                   | Indicado  |
| 2016 | Melhor Atriz em Comédia       | Joy                                   | Indicado  |
| 2016 | Melhor Atriz em Filme de Ação | The Hunger Games: Mockingjay – Part 2 | Indicado  |

### Framboesa de Ouro
| Ano  | Categoria  | Filme  | Resutado |
| ---- | ---------- | ------ | -------- |
| 2018 | Pior Atriz | Mother | Indicado |